# Paul Cappé
Paul Constant Cappé, né le 28 juin 1868 à Besançon et mort le 1er juin 1931 à Marest-Dampcourt (Aisne), est un compositeur français, créateur notamment de l'Hymne de l'Infanterie de Marine, en 1896 sur des paroles du général Henri-Nicolas Frey, commandant de la place de Rochefort.
Il a été élève de Jules Massenet et d'Albert Lavignac, au Conservatoire national de musique de Paris, au côté de Reynaldo Hahn. Théodore Dubois et Albert Lavignac, ses professeurs, sont ses parrains pour son entrée à la SACEM en 1892. 
Chef de musique des troupes de Marine, il a composé une Marche au roi Norodom dédié au roi du Cambodge, lors de son séjour à Phnom Penh entre 1896 et 1898.

## Prix
- 1er accessit d'harmonie du Conservatoire de Paris en 1893

## Décorations
- Chevalier de l'ordre royal du Cambodge (1899)
- Chevalier de la Légion d'honneur (1918)[réf. souhaitée]